# Ferdinand Albin Pax
Ferdinand Albin Pax  (Dvůr Králové nad Labem, em alemão Königinhof an der Elbe, na  Boêmia, República Checa, 26 de julho de 1858 -  Wrocław, Polônia, 1 de março de 1942) foi um botânico alemão.
Foi diretor do Jardim botânico de Breslau.
Ensinou botânica em Breslau a partir de 1893 e foi autor de numerosos trabalhos em taxonomia vegetal. Além de suas publicações, completou a obra de Karl Anton Eugen Prantl (1849-1893) Lehrbuch der Botanik (Leipzig, 1900).
Colaborou em grande parte na obra Das Pflanzenreich principalmente sobre as Primulaceae (com Reinhard Gustav Paul Knuth (1874-1957) em 1905), sobre as Aceraceae (1902) e sobre as Euphorbiaceae (de 1910 a 1924).

## Obras
- Allgemeine Morphologie der Pflanzen mit besonderer Berücksichtigung der Blüthenmorphologie (Stuttgart, 1890)
- Lehrer durch den Königlichen botanischen Garten der Universität Breslau (Breslau, 1895)
- Schlesiens Pflanzenwelt (Jena, 1915).
- Pflanzengeographie von Polen (Berlim, 1918)
- Pflanzengeographie von Rumänien (Halle, 1920)
- Die Tierwelt Schlesiens (Jena, 1921)
- Bibliographie der schlesischen Botanik (Breslau, 1929-1930)

## Homenagens
Ernest Friedrich Gilg dedicou-lhe o gênero Paxia (Connaraceae)